# Z317/318次列车
Z317/318次列车是中国铁路运行于首都北京与内蒙古包头之间的直达特快列车，自2014年1月16日起开行，2019年12月30日停運，由呼和浩特铁路局包头客运段担当。列车使用25T型客车，沿豐沙铁路、京包铁路、集包铁路运行，全程824公里，途经北京、河北、山西、内蒙古兩省一市一區。其中北京站至包头站运行11小时40分，使用车次为Z317次，包头站至北京站运行11小时10分，使用车次为Z318次。此对列车为北京与包头间第三对直达列车，也是其中第一对特快旅客列车。

## 历史
2014年1月10日，北京与包头间对开T389/390次春运临客，两地之间首次实现当天往返。

2014年2月25日，T389/390次列车停运，车次后来在合肥至西宁的列车上重新启用。
2014年4月26日，此对列车图定开行，车次改为T317/318次，在张家口南站和北京站区间使用原K617/618次列车时刻，原K617/618次列车改为呼和浩特东至北京西间运行。
2018年4月10日起，Z317/318次列车於孔家庄至古营盘间由唐呼铁路改经由京包铁路運行。
2019年12月30日，配合呼張客運專線烏蘭察布至張家口段和京張城際鐵路通車，Z317/318次列车正式停運。

## 列车编组
Z317/318次列车使用中国铁路25T型客车，配屬呼和浩特铁路局包頭車輛段，列車滿編採取18輛編組，包括硬卧车10辆、软卧车4辆、餐车1辆、硬座车3辆，其中14号软卧车的13-16号铺位为高级软卧。
| 列车车厢编号 | 1-10         | 11-14        | 15         | 16-18        |
| 车型         | YW25T 硬卧车 | RW25T 软卧车 | CA25T 餐车 | YZ25T 硬座车 |

## 机车交路

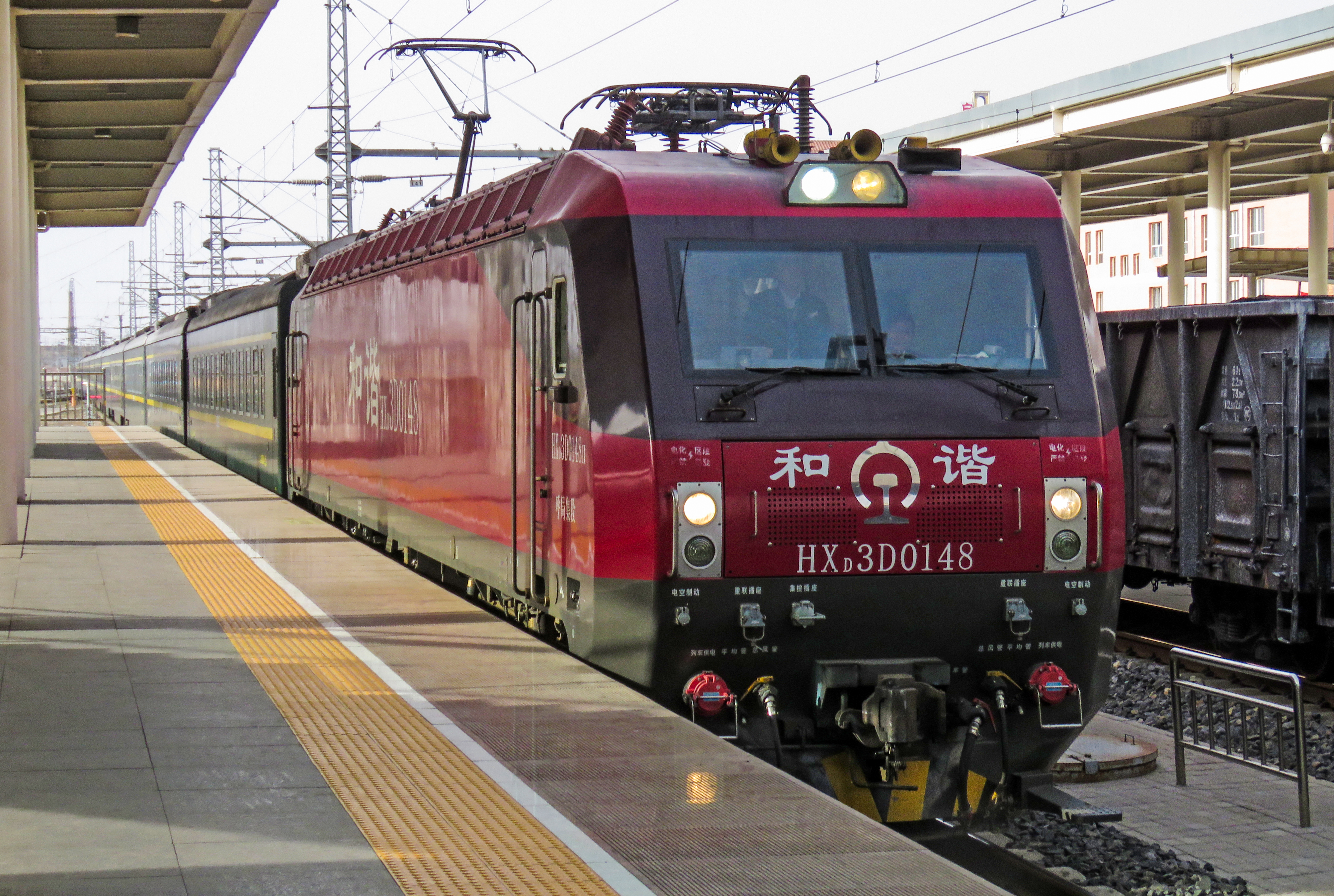
配属集宁机务段的和谐3D型电力机车第0148号牵引Z318次进入集宁南站2站台

Z317/318次列车全程由配属呼和浩特铁路局集宁机务段的和谐3D型电力机车牵引，机车可直接向列车提供电能，用于列车内空调和水炉等设备需要，因此列车不需要再额外加挂一节空调发电车。
| 车站区段               | 包头 ↔ 北京                                                                      |
| 本务机车 配属 司机更替 | 和谐3D型电力机车 呼局集段 呼和浩特/集宁/北京司机在集寧南/大同轮乘 呼和浩特换司机 |

## 时刻表

### 现行时刻
- 数据截至2018年7月1日。

| Z317次 | Z317次 | Z317次 | Z317次 | 停靠站   | Z318次 | Z318次 | Z318次 | Z318次 |
| 里程   | 天数   | 到点   | 开点   | 停靠站   | 到点   | 开点   | 天数   | 里程   |
| ------ | ------ | ------ | ------ | -------- | ------ | ------ | ------ | ------ |
| 0      | 当天   | —      | 22:49  | 北京     | 21:50  | —      | 当天   | 824    |
| —      | 第二天 | ↓      | ↓      | 沙嶺子西 | 18:13  | 18:21  | 当天   | 632    |
| 374    | 第二天 | 04:54  | 05:03  | 大同     | 15:28  | 15:38  | 当天   | 450    |
| 501    | 第二天 | 06:40  | 06:46  | 集寧南   | 13:43  | 13:49  | 当天   | 323    |
| 651    | 第二天 | 08:04  | 08:26  | 呼和浩特 | 12:17  | 12:25  | 当天   | 165    |
| 808    | 第二天 | 09:58  | 10:02  | 包頭東   | 11:00  | 11:04  | 当天   | 16     |
| 824    | 第二天 | 10:19  | —      | 包頭     | —      | 10:45  | 当天   | 0      |

### 歷史时刻
| Z317次 | Z317次 | Z317次 | Z317次 | 停靠站   | Z318次 | Z318次 | Z318次 | Z318次 |
| 里程   | 天数   | 到点   | 开点   | 停靠站   | 到点   | 开点   | 天数   | 里程   |
| ------ | ------ | ------ | ------ | -------- | ------ | ------ | ------ | ------ |
| 0      | 当天   | —      | 22:49  | 北京     | 21:50  | —      | 当天   | 697    |
| —      | 第二天 | ↓      | ↓      | 沙嶺子西 | 18:15  | 18:21  | 当天   | 505    |
| —      | 第二天 | ↓      | ↓      | 集寧南   | 16:23  | 16:29  | 当天   | 323    |
| 524    | 第二天 | 05:14  | 05:34  | 呼和浩特 | 14:57  | 15:05  | 当天   | 165    |
| 681    | 第二天 | 06:43  | 06:47  | 包頭東   | 13:40  | 13:44  | 当天   | 16     |
| 697    | 第二天 | 07:04  | —      | 包頭     | —      | 13:25  | 当天   | 0      |